# Bni Ammart
Bni Ammart (àrab بني عمارت) és una comuna rural de la província d'Al Hoceima de la regió de Tànger-Tetuan-Al Hoceima. Segons el cens de 2014 tenia una població total de 6.654 persones.